# 1145
Il 1145 (MCXLV in numeri romani) è un anno  del XII secolo.

## Eventi

### Per luogo
- 15 febbraio - Pietro Bernardo Paganelli da Montemagno, frazione di Calci (PI), viene eletto papa Eugenio III, e succede a papa Lucio II come 167º papa.
- 1º dicembre - Papa Eugenio III pubblica l'enciclica Quantum praedecessores, che esorta la cristianità alla seconda crociata
- Kim Pusik (III) ed un gruppo di storici, suoi collaboratori, termina la compilazione del testo storico coreano Samguk Sagi.
- Viene fondata l'Abbazia di Woburn
- Arnaldo da Brescia si unisce alla rivoluzione del libero comune di Roma, iniziata nell'anno 1143, diventando il leader intellettuale per gli anni successivi. Il movimento suscitò le ire di papa Adriano IV e l'invasione da parte di Federico Barbarossa.

### Per argomento

#### Demografia
- Merv nell'impero dei Selgiuchidi diventa la più grande città del mondo, superando Costantinopoli, capitale dell'Impero Bizantino.[1]

#### Architettura
- Inizia la costruzione della cattedrale di Notre-Dame a Chartres nella Francia centro-settentrionale.

#### Astronomia
- 18 aprile - XIX passaggio noto della cometa di Halley al perielio, (evento astronomico 1P/1145 G1)

## Nati
- 6 marzo - Bahāʾ al-Dīn ibn Šaddād, giurista e storico curdo († 1234)
- Adalberto III di Boemia, arcivescovo cattolico boemo († 1200)
- Maria d'Antiochia, nobile e imperatrice bizantino († 1182)
- Beatrice di Borgogna, imperatrice († 1184)
- Giovanni Cinnamo, storico bizantino († 1190)
- Teodora Comnena, nobildonna bizantina
- Manuele Comneno, nobile bizantino
- Ibn Jubayr, viaggiatore e poeta arabo († 1217)
- Margherita I di Fiandra, contessa († 1194)
- Maria di Francia, contessa († 1198)
- Michele I di Vladimir, principe russo († 1176)
- Ruben III d'Armenia, principe († 1187)
- Najm al-Din Kubrà, religioso persiano († 1221)
- Gabriele II da Camino, nobile e militare italiano († 1186)
- Sverre I di Norvegia, sovrano norvegese († 1202)
- Rodolfo II di Vermandois, nobile francese († 1167)

## Morti
- 15 febbraio - Papa Lucio II, papa e cardinale italiano
- 5 aprile - Gabriele II di Alessandria, vescovo cristiano orientale egiziano
- 27 settembre - Guglielmo di Malines, patriarca cattolico fiammingo
- 6 ottobre - Balduino da Pisa, religioso, cardinale e arcivescovo cattolico italiano
- 30 dicembre - Robaldo di Milano, arcivescovo cattolico italiano
- Bellino di Padova, vescovo cattolico tedesco (n. 1090)
- Fujiwara no Tamako, nobildonna giapponese (n. 1101)
- Raniero Marescotti, cardinale italiano
- Platone Tiburtino, matematico, astronomo e astrologo italiano (n. 1110)
- Roberto III d'Alvernia, conte
- Sofia di Baviera, nobile tedesca (n. 1105)
- Tashfin ibn Ali, sultano
- Uroš I di Rascia, principe serbo
- Zhang Zeduan, artista e pittore cinese (n. 1085)

## Calendario
| Calendario 1145 | Calendario 1145 | Calendario 1145 | Calendario 1145 | Calendario 1145 | Calendario 1145 | Calendario 1145 | Calendario 1145 | Calendario 1145 | Calendario 1145 | Calendario 1145 | Calendario 1145 | Calendario 1145 | Calendario 1145 | Calendario 1145 | Calendario 1145 | Calendario 1145 | Calendario 1145 | Calendario 1145 | Calendario 1145 | Calendario 1145 | Calendario 1145 | Calendario 1145 | Calendario 1145 | Calendario 1145 | Calendario 1145 | Calendario 1145 | Calendario 1145 | Calendario 1145 | Calendario 1145 | Calendario 1145 | Calendario 1145 | Calendario 1145 |
| --------------- | --------------- | --------------- | --------------- | --------------- | --------------- | --------------- | --------------- | --------------- | --------------- | --------------- | --------------- | --------------- | --------------- | --------------- | --------------- | --------------- | --------------- | --------------- | --------------- | --------------- | --------------- | --------------- | --------------- | --------------- | --------------- | --------------- | --------------- | --------------- | --------------- | --------------- | --------------- | --------------- |
|                 | 1               | 2               | 3               | 4               | 5               | 6               | 7               | 8               | 9               | 10              | 11              | 12              | 13              | 14              | 15              | 16              | 17              | 18              | 19              | 20              | 21              | 22              | 23              | 24              | 25              | 26              | 27              | 28              | 29              | 30              | 31              |                 |
| Gennaio         | Lu              | Ma              | Me              | Gi              | Ve              | Sa              | Do              | Lu              | Ma              | Me              | Gi              | Ve              | Sa              | Do              | Lu              | Ma              | Me              | Gi              | Ve              | Sa              | Do              | Lu              | Ma              | Me              | Gi              | Ve              | Sa              | Do              | Lu              | Ma              | Me              |                 |
| Febbraio        | Gi              | Ve              | Sa              | Do              | Lu              | Ma              | Me              | Gi              | Ve              | Sa              | Do              | Lu              | Ma              | Me              | Gi              | Ve              | Sa              | Do              | Lu              | Ma              | Me              | Gi              | Ve              | Sa              | Do              | Lu              | Ma              | Me              |                 |                 |                 |                 |
| Marzo           | Gi              | Ve              | Sa              | Do              | Lu              | Ma              | Me              | Gi              | Ve              | Sa              | Do              | Lu              | Ma              | Me              | Gi              | Ve              | Sa              | Do              | Lu              | Ma              | Me              | Gi              | Ve              | Sa              | Do              | Lu              | Ma              | Me              | Gi              | Ve              | Sa              |                 |
| Aprile          | Do              | Lu              | Ma              | Me              | Gi              | Ve              | Sa              | Do              | Lu              | Ma              | Me              | Gi              | Ve              | Sa              | Do              | Lu              | Ma              | Me              | Gi              | Ve              | Sa              | Do              | Lu              | Ma              | Me              | Gi              | Ve              | Sa              | Do              | Lu              |                 |                 |
| Maggio          | Ma              | Me              | Gi              | Ve              | Sa              | Do              | Lu              | Ma              | Me              | Gi              | Ve              | Sa              | Do              | Lu              | Ma              | Me              | Gi              | Ve              | Sa              | Do              | Lu              | Ma              | Me              | Gi              | Ve              | Sa              | Do              | Lu              | Ma              | Me              | Gi              |                 |
| Giugno          | Ve              | Sa              | Do              | Lu              | Ma              | Me              | Gi              | Ve              | Sa              | Do              | Lu              | Ma              | Me              | Gi              | Ve              | Sa              | Do              | Lu              | Ma              | Me              | Gi              | Ve              | Sa              | Do              | Lu              | Ma              | Me              | Gi              | Ve              | Sa              |                 |                 |
| Luglio          | Do              | Lu              | Ma              | Me              | Gi              | Ve              | Sa              | Do              | Lu              | Ma              | Me              | Gi              | Ve              | Sa              | Do              | Lu              | Ma              | Me              | Gi              | Ve              | Sa              | Do              | Lu              | Ma              | Me              | Gi              | Ve              | Sa              | Do              | Lu              | Ma              |                 |
| Agosto          | Me              | Gi              | Ve              | Sa              | Do              | Lu              | Ma              | Me              | Gi              | Ve              | Sa              | Do              | Lu              | Ma              | Me              | Gi              | Ve              | Sa              | Do              | Lu              | Ma              | Me              | Gi              | Ve              | Sa              | Do              | Lu              | Ma              | Me              | Gi              | Ve              |                 |
| Settembre       | Sa              | Do              | Lu              | Ma              | Me              | Gi              | Ve              | Sa              | Do              | Lu              | Ma              | Me              | Gi              | Ve              | Sa              | Do              | Lu              | Ma              | Me              | Gi              | Ve              | Sa              | Do              | Lu              | Ma              | Me              | Gi              | Ve              | Sa              | Do              |                 |                 |
| Ottobre         | Lu              | Ma              | Me              | Gi              | Ve              | Sa              | Do              | Lu              | Ma              | Me              | Gi              | Ve              | Sa              | Do              | Lu              | Ma              | Me              | Gi              | Ve              | Sa              | Do              | Lu              | Ma              | Me              | Gi              | Ve              | Sa              | Do              | Lu              | Ma              | Me              |                 |
| Novembre        | Gi              | Ve              | Sa              | Do              | Lu              | Ma              | Me              | Gi              | Ve              | Sa              | Do              | Lu              | Ma              | Me              | Gi              | Ve              | Sa              | Do              | Lu              | Ma              | Me              | Gi              | Ve              | Sa              | Do              | Lu              | Ma              | Me              | Gi              | Ve              |                 |                 |
| Dicembre        | Sa              | Do              | Lu              | Ma              | Me              | Gi              | Ve              | Sa              | Do              | Lu              | Ma              | Me              | Gi              | Ve              | Sa              | Do              | Lu              | Ma              | Me              | Gi              | Ve              | Sa              | Do              | Lu              | Ma              | Me              | Gi              | Ve              | Sa              | Do              | Lu              |                 |